# La cacería del caballero
La cacería del caballero es un libro del uruguayo Claudio Paolillo.
Escrito en 2006, fue publicado por Editorial Fin de Siglo, para la colección de la revista Búsqueda.

## Reseña
«La cacería del caballero» es un libro de investigación periodística del editor, profesor, periodista y escritor uruguayo Claudio Paolillo (1960 - 2018). Trata sobre hechos reales y la vida del empresario y abogado uruguayo Juan Peirano Basso, perteneciente al Grupo Peirano (o Grupo Velox).
El grupo estaba compuesto por el abogado, político y banquero Jorge Peirano Facio y sus cuatro hijos varones, Juan, Jorge, Dante y José Peirano Baso, que eran los directores de las organizaciones financieras y empresas del Grupo Peirano en varios países, de cuyas acciones poseían el 30 por ciento. El 70 por ciento restante era controlado por su padre, Jorge Peirano Facio. Ellos fuero parte del llamado Caso Peirano.
El caso es conocido como la mayor crisis del sistema financiero uruguayo. Juan Peirano Basso Juan recibió en 1998 un Diploma al mérito como empresario del comercio, otorgado por la entidad argentina Fundación Konex y un máster en administración de empresas de la Universidad de Harvard, entre otros. Sino embargo estuvo como investiga el libro profugo de la justicia uruguaya, este libro e investigación periodística sobre el banquero contribuyó a su captura por parte de la justicia en abril de 2006.
En Uruguay, el libro fue superventas y estuvo entre los diez más vendidos en 2006. En 2011 y luego de varias se reediciones es publicada una edición ampliada del libro.